# Autoritær personlighed
 Der er for få eller ingen kildehenvisninger i denne artikel, hvilket er et problem. Du kan hjælpe ved at angive troværdige kilder til de påstande, som fremføres i artiklen.

Autoritær (fransk, af latin auctoritas, myndighed) betegnes den som uden saglig grundlag eller uden at give saglig begrundelse, bestemmer over andre. En autoritær indstilling kan også medføre overdreven respekt for enhver som står over en i social rang, så at man lader sig dominere på følelsesmæssig grundlag uden fornuftsstyrede argumenter.[kilde mangler]
En autoritær opdragelse bygger på princippet om, at børn skal lystre uden forklaring af årsag eller hensigt med den forlangte adfærd og godtage den voksnes mening som rigtig.
Forskningsresultater har vist at den autoritære personlighed er præget af at være underkastende, konventionel, lidt fleksibel, overkontrolleret og upersonlig, en holdning som gerne giver sig udslag i fordomsfuld og intolerant adfærd.[kilde mangler]
Der findes tre grundlæggende opdragelsesformer: Kontrollerende opdragelse (autoritær), udviklingsstøttende opdragelse (demokratisk) og laissez faire-opdragelse.
| Psi | Spire Denne artikel om psykologi er en spire som bør udbygges. Du er velkommen til at hjælpe Wikipedia ved at udvide den. |